# Гордонстаун
Гордонстаун — независимая школа совместного обучения для учащихся-интернатов и дневного отделения в Мори, Шотландия. Школа названа в честь поместья принадлежавшего сэру Роберту Гордону в 17 веке. В настоящее время школа использует это поместье в качестве своего кампуса. Он расположен в Даффусе к северо-западу от Элгина. Это одна из последних оставшихся полных школ-интернатов в Соединенном Королевстве.

## История

### Основание
Основателем школы является еврейский педагог Курт Хан. Он родился в Берлине, в 1886 году и учился в Оксфордском университете. Прочитав в молодости «Республику» Платона, Хан задумал идею современной школы. С помощью принца Макса Баденского он основал Schule Schloss Salem в 1919 году. После Первой мировой войны оба мужчины решили, что образование играет ключевую роль в том, чтобы повлиять на будущее. Они улучшали школу, чтобы развить своих студентов в качестве общественных лидеров. К 1930-м годам Salem уже стал известной школой во всей Европе. В 1932 году Хан выступил против нацистов и был арестован в марте 1933 года.
Он был освобожден и выслан в Великобританию в том же году благодаря влиянию премьер-министра Рамси Макдональда, который был знаком с работой Хана. По настоянию британских друзей, в 1934 году, Хан решил открыть новую школу в Морейшире.
Гордонстоун начинал с малого и в первые годы своего существования испытывал финансовые трудности. После смерти в 1930 году сэра Уильяма Гордон-Камминга, его дом в Гордонстоуне был приобретен Куртом Ханом, чье предложение об аренде было принято 14 марта 1934 года. Здания нуждались в ремонте и реконструкции, и в начале первого учебного года в школе было всего два ученика. Хан ожидал, что Гордонстоун будет работать всего несколько лет, как пример его видения. Число учеников неуклонно увеличивалось, и некоторые дополнительные ученики перевелись из Салема, в том числе принц Филипп Греческий, который позже стал Герцог Эдинбургский. К началу Второй мировой войны в школе училось 135 мальчиков.

### Вторая мировая война
В июне 1940 года школа была эвакуирована, а поместье Гордонстоун было передано армии для использования в качестве казарм. Школа была временно переведена в жилые помещения в Лландинаме в Среднем Уэльсе, когда лорд Дэвис, родитель двух учеников, разрешил школе пользоваться одним из своих домов. Зданий было недостаточно, а финансы и количество учеников начали сокращаться.
Школа пережила войну, число учеников снова увеличилось, и школа стала хорошо известна по всему Уэльсу и Срединным землям. Как только война закончилась, школа вернулась в поместье Гордонстоун.

### Послевоенные годы
К концу 1940 года школа достигла своей основной цели в 250 учеников. Школа, благодаря этому, продолжала расти в размере. Это дало возможность построить общежития в поместье, избавив от необходимости содержать общежития в Альтайре, Форрес, за много миль от главного кампуса. Гордонстоун также разработал свои академические предложения. Он организовал прием детей из бедных семей из близлежащих районов и углубил деятельность внешнего типа, которая занимала центральное место в системе Хана. В школе всегда преподавались навыки альпинизма и мореходства. Введение значка Морей, из которого была заимствована награда герцога Эдинбургского, расширило типы физических испытаний, которые должны были преодолеть студенты.
Начиная с 1950-х годов администрация школы сосредоточилась на улучшении оснащения и расширении учебной программы. Основные изменения, произошедшие с тех пор, включают: основание Round Square в 1966 году, международное сообщество школ, разделяющие образовательную систему Хана; школа стала совместной в 1972 году; переезд подготовительной школы Горданстауна из Strathspey в Aberlour House, а подготовильной школы была построена начальная школа Гордонстаун в 2004 году.

## Известные выпускники

### Королевская семья
- Филипп, герцог Эдинбургский[11]
- Чарльз, принц Уэльский[11]
- Эндрю, герцог Йоркский
- Эдвард, граф Уэссекский[12]
- Филлипс, Питер Марк Эндрю
- Тиндалл, Зара

### Аристократы и высокопоставленные чиновники
- Александр Карагеоргиевич (кронпринц Югославии)
- Дуглас-Гамильтон, Александр, 16-й герцог Гамильтон
- Карнеги, Джеймс, 3-й герцог Файф

### Знаменитости
- Чаплин, Уна
- Коннери, Джейсон
- Джонс, Данкан
- Стэннинг, Хизер